# روجر دبليو. براون
روجر دبليو. براون (بالإنجليزية: Roger W. Brown)‏ هو قاضي ومحامي أمريكي، ولد في 12 أكتوبر 1940 في بالتيمور في الولايات المتحدة، وتوفي في 23 مارس 2009.